# 贝斯滕
贝斯滕是德国下萨克森州的一个市镇。总面积25.63平方公里，总人口1657人，其中男性864人，女性793人（2011年12月31日），人口密度65人/平方公里。